# Sarah Atcho-Jaquier
Sarah Atcho-Jaquier (* 1. Juni 1995 in Lausanne als Sarah Atcho) ist eine Schweizer Sprinterin, die sich auf den 200-Meter-Lauf spezialisiert hat.

## Sportliche Laufbahn
Erste internationale Erfahrungen sammelte Sarah Atcho-Jaquier 2012 bei den Juniorenweltmeisterschaften in Barcelona, bei denen sie im 200-Meter-Lauf mit 24,73 s in der ersten Runde ausschied und sich auch mit der Schweizer 4-mal-100-Meter-Staffel mit 45,61 s nicht für den Final qualifizieren konnte. Im Jahr darauf belegte sie bei den Junioreneuropameisterschaften in Rieti in 24,36 s den achten Platz und kam in der Staffel im Vorlauf zum Einsatz und gelangte dort bis in den Final, in der die Staffel den fünften Platz belegte. Anschließend wurde sie bei den Spielen der Frankophonie in Nizza in 25,17 s ebenfalls Achte über 200 Meter und gewann mit der Staffel in 45,01 s die Silbermedaille hinter Wallonien. 2014 gelangte sie bei den Juniorenweltmeisterschaften in Eugene bis in den Halbfinal, in dem sie mit 23,82 s ausschied und gelangte mit der Staffel in 45,02 s auf den fünften Platz. 2015 wurde sie bei den U23-Europameisterschaften in Tallinn in 23,85 s Sechste über 200 Meter und gewann mit der Staffel in 44,24 s die Bronzemedaille. Damit erhielt sie einen Startplatz in der Nationalmannschaft und schied bei den Weltmeisterschaften in Peking mit 43,38 s im Vorlauf aus. 2016 nahm sie mit der Staffel an den Europameisterschaften in Amsterdam teil und verpasste dort als Vierte in 43,00 s nur knapp eine Medaille. Zudem qualifizierte sich die Schweizer Mannschaft damit für die Olympischen Spiele in Rio de Janeiro, bei denen sie mit 43,12 s in der Vorrunde ausschied. Im Jahr darauf nahm sie im 60-Meter-Lauf an den Halleneuropameisterschaften in Belgrad teil und schied dort mit 7,32 s im Halbfinal aus. Zudem schied sie über 400 Meter mit 54,21 s in der ersten Runde aus. Bei den U23-Europameisterschaften in Bydgoszcz gewann sie in 22,90 s die Silbermedaille über 200 Meter hinter der Britin Finette Agyapong und in 44,07 s erneut die Bronzemedaille mit der Schweizer Sprintstaffel. Es folgte der Gewinn der Silbermedaille in 24,14 s bei den Spielen der Frankophonie in Abidjan hinter der Kongolesin Natacha Ngoye Akamabi. Zudem qualifizierte sie sich erneut für die Weltmeisterschaften in London, bei denen sie über 200 Meter mit 23,12 s im Halbfinal ausschied, während sie mit der Schweizer Stafette in 42,51 s im Final den fünften Platz belegte.
2018 nahm sie über 200 Meter an den Europameisterschaften in Berlin teil und schied dort mit 22,88 s im Halbfinal aus, während sie mit der Staffel in 42,30 s erneut den vierten Platz belegte. Im Jahr darauf gelangte sie bei den Halleneuropameisterschaften in Glasgow erneut bis in den Halbfinal über 60 Meter und schied dort mit 7,41 s aus. Im Juli nahm sie erstmals an der Sommer-Universiade in Neapel teil, schied dort mit 23,53 s im Halbfinal aus und siegte mit der Schweizer Mannschaft in 43,72 s. Bei den Weltmeisterschaften in Doha schied sie über 200 Meter mit 23,29 s im Vorlauf aus und belegte mit der Staffel im Final mit neuem Landesrekord von 42,18 s den vierten Platz. 2022 startete sie mit der Staffel erneut bei den Weltmeisterschaften in Eugene und verhalf dort der Mannschaft zum Finaleinzug. 2023 schied sie bei den Halleneuropameisterschaften in Istanbul mit 7,26 s im Halbfinal über 60 Meter aus. Bei den World Athletics Relays 2024 auf den Bahamas wurde sie in 42,75 s Zweite im C-Lauf in der 2. Qualifikationsrunde über 4-mal 100 Meter und sicherte damit dem Schweizer Team einen Startplatz bei den Olympischen Spielen in Paris. Anschließend schied sie bei den Europameisterschaften in Rom mit 23,21 s im Halbfinal über 200 Meter aus und wurde im Staffelbewerb im Final disqualifiziert. Im August wurde sie bei den Olympischen Spielen in Paris mit der Staffel ebenfalls im Final disqualifiziert.
2019 wurde Atcho Schweizer Hallenmeisterin im 200-Meter-Lauf.

## Persönliche Bestzeiten
- 100 Meter: 11,20 s (+1,4 m/s), 13. Juli 2018 in Zofingen
  - 60 Meter (Halle): 7,21 s, 18. Februar 2023 in St. Gallen
- 200 Meter: 22,80 s (+0,4 m/s), 1. Juli 2018 in La Chaux-de-Fonds
  - 200 Meter (Halle): 23,50 s, 19. Februar 2017 in Magglingen
- 400 Meter: 53,37 s, 13. Mai 2017 in Frauenfeld
  - 400 Meter (Halle): 53,60 s, 5. Februar 2017 in Magglingen